# Slow Gherkin
Pour les articles homonymes, voir Gherkin.
Slow Gherkin est un groupe de ska punk américain, originaire de Santa Cruz, en Californie. Il est formé en 1993 et dissout en 2002. En 2011, Asian Man Records sort un disque, Death of a Ska Band: Rarities 1994–2002, avec des morceaux inédits, enregistrés mais jamais publiés jusqu'alors.

## Biographie
Inspirés par des groupes de ska punk comme The Mighty Mighty Bosstones et Operation Ivy à leurs débuts, Slow Gherkin décide d'adopter son propre style de ce genre et de le publier dans sa ville natale de Santa Cruz, en Californie. Par la suite, le groupe comptera au total dix membres. Un premier split CD EP avec le Jeffries Fan Club est publié en 1996, et suivi par 7" intitulé Death of a Salesman la même année. Plus tard, ils signent au label Asian Man Records, qui publiera leur premier album studio, Double Happiness, en 1997. Après une tournée américaine en soutien à ce premier opus, le groupe termine les changements de sa formation et comprend désormais James Rickman (chant, guitare), AJ Marquez (chant, guitare), Zack Kent (basse), Zack Olson (batterie), Phil Boutelle (saxophone alto), Ross Peard (saxophone ténor) Matt Porter (trombone) et Peter Cowan (claviers).
Continuant leur relation avec Asian Man Records, Slow Gherkin publie un deuxième album, Shed Some Skin, en 1998. Roman Holiday est suivi au début de 2001. En 2011, Asian Man Records sort un disque, Death of a Ska Band: Rarities 1994–2002, avec des morceaux inédits, enregistrés mais jamais publiés jusqu'alors.

## Discographie
- 1996 : Double Happiness
- 1998 : Shed Some Skin
- 2011 : Death of a Ska Band: Rarities 1994–2002 (best-of)